# Dammschnitt

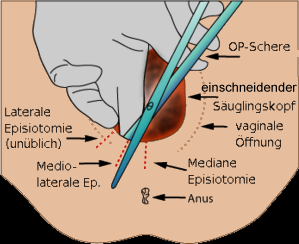
Dammschnitt-Variationen

Ein Dammschnitt (oder eine Episiotomie, auch Scheidendammschnitt oder Perineotomie genannt) ist das Einschneiden des Dammes in Richtung After der Frau oder anderer weiblicher Säugetiere bei der Geburt, um die Geburtsdauer gegen Ende der vaginalen Entbindung zu verkürzen und damit der Gefahr der Asphyxie des Ungeborenen zu begegnen, beispielsweise im Falle einer Steißgeburt, sowie zur Vermeidung einer drohenden Hautzerreißung. Dammschnitte werden üblicherweise während einer Presswehe mit einer Schere gesetzt. Bei der vorausgehenden Presswehe kann ein Lokalanästhetikum injiziert werden, so dass die Frau den Schnitt nicht spürt. Die Wunde wird nach der Geburt unter örtlicher Betäubung genäht. Ein Dammschnitt ohne medizinische Indikation („Routinedammschnitt“) ist nicht angezeigt, da er keinen Nutzen für die Gebärende bringt.

## Indikationen
Ein Dammschnitt wird als geboten angesehen, um einen langen Geburtsvorgang zu verkürzen, beispielsweise im Falle einer Steißgeburt, einer Schulterdystokie oder bei vaginal-operativen Geburten wie Vakuum- oder Zangengeburt. Medizinische Gründe sind eine drohende Erstickung des Kindes. Im Bedarfsfall kann man den Schnitt auch ohne Gefahr für den Schließmuskel am After verlängern. Ob bei einem straffen Damm kann er zur Schonung des Kindskopfes bei Frühgeburten von Nutzen ist, muss individuell entschieden werden. Eine zwingende Indikation seitens der Mutter gibt es nicht. Bei Genitalverstümmelungen mit nicht dehnbaren Vernarbungen kann sie aber angezeigt sein.

## Ausführung
Dammschnitte werden in drei verschiedene Richtungen ausgeführt:
- Die medianen Episiotomie wird entlang der Mittellinie, der Raphe perinei (Perineum) auf den After zu geschnitten. Die Wunde hat gegenüber den anderen Varianten die besten Heilungsaussichten. Es kann jedoch vorkommen, dass bei einer weiteren Überdehnung der Schnitt zum After weiterreißt, was zu Inkontinenz führen kann.
- Die mediolaterale Episiotomie wird ausgehend vom Mittelpunkt im 45°-Winkel vorgenommen und kann wegen der fehlenden Begrenzung durch den After länger geführt werden, was zu einem höheren Raumgewinn führt.
- Die laterale Episiotomie wird im 45°-Winkel ausgeführt, jedoch etwa 2 cm von der Mitte versetzt. Wegen der erheblichen Zerstörung umgebenden Gewebes und langer, schmerzhafter Heilung wird diese nicht mehr durchgeführt.

Abwandlungen sind der Schuchardt-Schnitt, eine Verlängerung der mediolateralen oder lateralen Episiotomie mit Verletzung des Musculus transversus perinei profundus und levator ani sowie die Perineotomie, eine Verlängerung der medianen Episiotomie mit Durchtrennen des Musculus sphincter ani und der Schleimhaut des Mastdarms.

## Vor- und Nachteile
Ein Dammschnitt bei medizinischer Indikation kann Schäden des Kindes durch Sauerstoffmangel, Deformationen des Schädels oder Überdehnungen der Halswirbelsäule verhindern.
Ein Nutzen eines „Routinedammschnittes“, also eine Dammschnitts ohne zwingende medizinische Indikation, für die Mutter konnte nicht nachgewiesen werden. Die WHO sieht keine Rechtfertigung für einen routinemäßig durchgeführten Dammschnitt. Nach kritischen Reviews gibt es keine Belege, dass ein Routinedammschnitt die Häufigkeit von Beschwerden nach der Geburt verringern kann. Dagegen wird auf den Nachteil hingewiesen, dass bei nicht durchgeführter Episiotomie unter Umständen überhaupt keine oder nur geringere Geburtsverletzungen aufgetreten wären. Die mediane Episiotomie kann sogar zur Zunahme höhergradiger Dammrisse führen. Daher hat die Anzahl der Dammschnitte von 90 % auf mittlerweile nur noch 8 bis 30 % der Geburten deutlich abgenommen.